# Bogusławów
Bogusławów (prononciation [bɔɡuˈswavuf]) est un village de la gmina de Wielgomłyny, du powiat de Radomsko, dans la voïvodie de Łódź, situé dans le centre de la Pologne.
Il se situe à environ 5 kilomètres (km) au sud-ouest de Wielgomłyny (siège de la gmina), 21 kilomètres au sud-est de Radomsko (siège du powiat) et 91 kilomètres au sud de Łódź (capitale de la voïvodie).
Sa population s'élevait à 2 habitants en 2006.

## Administration
De 1975 à 1998, le village était attaché administrativement à l'ancienne voïvodie de Piotrków.

Depuis 1999, il fait partie de la nouvelle voïvodie de Łódź.